# Charles Simpkins
Charles (Charlie) Simpkins (ur. 19 października 1963 w Aiken, w stanie Karolina Południowa) – amerykański lekkoatleta, trójskoczek.
Na Igrzyskach Olimpijskich w Barcelonie w 1992 zdobył srebrny medal, cztery lata wcześniej na igrzyskach w Seulu zajął w finale 5. miejsce. 2 września 1985 w Kobe został mistrzem uniwersjady. Ustanowił wówczas swój rekord życiowy (17,86 m). Drugi złoty medal uniwersjady wywalczył w Zagrzebiu w 1987.
Dwukrotnie był mistrzem Stanów Zjednoczonych (1986 i 1992).